# Big Mama (musikalbum)
Big Mama är ett musikalbum från 1986 av den svenska sångerskan Monica Törnell. Skivan är tillägnad Tobias och Mattias (hennes barn).

Inspelningen producerades och arrangerades av Janne Schaffer för Earmeal Production AB och Monica Törnell för Mica Production utom Ensam med dig vid ett fönsterbord producerad av Thomas Folland och Monica Törnell och Vem tänder alla ljusen producerad av Anders och Hans Nordmark. Tekniker var Leif Allansson i Sonet Studio 3 utom Vem tänder alla ljusen inspelad av Anders och Hans Nordmark i J.A.M. Recording Studios, London, Ensam med dig vid ett fönsterbord inspelad av Erik Olhester och Leif Allansson, Sista steget kvar inspelad av Leif Allansson och Jan Ugand i Sonet Studio 1 och 3 samt Atlantis. Skivnumret är Air Music AIRLP 1019. Även utgiven som musiktryck Air Music AIR 979 (1986).
På albumet medverkar den brittiske sångaren Steve Marriott (känd från grupperna Small Faces och Humble Pie) som gästartist. Big Mama var hans namn på Törnell, varigenom albumet fick sitt namn. Samma år (1986) utgavs singeln Mellan raderna (Kom till mig)/Du måste så för att få skörd (AIRS 035).

## Låtlista

### Sida 1
1. Ett liv (som du, som jag...) (text & musik: Bengt Wikström)
2. Du bara leker med mig (musik: Mikael Kellgren, text: Mikael Kellgren/Alf Flink)
3. I Just Want to Make Love to You (text & musik: Willie Dixon, tillägnad Alex Harvey)
4. Mellan raderna (kom till mig) (text & musik: Per Gessle)
5. Sista steget kvar (Beyond the Rain) (text & musik: Nigel Jenkins/Anthony Clark, svensk text: Per Gessle)

### Sida 2
1. Drömmar (text & musik: Basse Wickman)
2. Andens hus (musik: Janne Schaffer, text: Monica Törnell)
3. Vem tänder alla ljusen (text & musik: Hans Nordmark/Anders Nordmark)
4. Du måste så för att få skörd (You Have to Hurt) (text & musik: Dominic King/Frank Musker, svensk text: Anders F Rönnblom/Monica Törnell)
5. Ensam med dig vid ett fönsterbord (musik: Lorne de Wolfe, text: Lorne de Wolfe/Dick Hansson)

## Medverkande musiker
- Matts Alsberg, kör
- Micke Andersson, kör
- Sam Bengtsson, bas
- Hector Bingert, saxofon
- Thomas Folland, akustisk och slidegitarr
- Henrik "Hempo" Hildén, trummor
- Erik Häusler, saxofon
- Henrik Janson, gitarr, kör
- Mats Karlsson, synt
- Douglas E. Lawton, kör
- Per Lindvall, trummor
- Peter Ljung, syntbas, synt
- Björn J:son Lindh, blockflöjt, flöjt
- Steve Marriott, sång
- Kettil Medelius, piano
- Anders Nordmark, synt
- Hans Nordmark, synt
- Hasse Olsson, orgel
- Magnus Persson, trummor, slagverk
- Svante Persson, piano, synt
- Janne Schaffer, gitarrer, gitarrsynt
- Kay Söderström, kör
- Chris Taylor, trummor
- Bror Törnell, gitarrkomp
- Christian Veltman, bas
- Clarence Öfwerman, synt, orgel